# 冰淇淋火锅
冰淇淋火锅是一种由各种口味冰淇淋、水果、小点心、巧克力酱（或果酱）和小酒精炉组成的甜点套餐。
冰淇淋火锅的套餐組合包括一个小酒精炉和一个盛着底料的火锅，底料可以选择巧克力酱或各种口味果酱。另外有小盘：一个装着巧克力味、奶油味和草莓味的三色冰淇淋；一个装着香蕉段、草莓片和苹果片；还有一个装着各式小点心的拼盘。
食用时用叉子插上冰淇淋往火锅里一涮，这时经过加热的巧克力酱（或果酱）就沾在冰淇淋外层。吃一口，外热里凉。外层有巧克力（或果酱）醇香，内层是冰淇淋清香，另有一番滋味。水果和小点心也可以使用同樣的方式在火锅里涮一下再行食用。